# رينيه توفت هانسن
رينيه توفت هانسن (بالدنماركية: René Toft Hansen) مواليد 1 نوفمبر 1984، هو لاعب كرة يد دانمركي. يلعب حاليا مع نادي كيل لكرة اليد ويحمل الرقم 7. مثل منتخب الدنمارك لكرة اليد. شارك في دورة الألعاب الأولمبية الصيفية سنة 2012.

## سجل المنافسة
شارك في البطولات التالية:
- بطولة العالم لكرة اليد للرجال 2015
- بطولة أوروبا لكرة اليد للرجال 2012
- بطولة أوروبا لكرة اليد للرجال 2014
- الألعاب الأولمبية الصيفية 2012
- الألعاب الأولمبية الصيفية 2016

## الإنجازات
- الدوري الدنماركي لكرة اليد:
  -  ذهبية: 2009، 2011، 2012
  -  فضية: 2007، 2010
- الدوري الألماني لكرة اليد:
  -  ذهبية: 3 مرات

## روابط خارجية
- رينيه توفت هانسن على موقع الاتحاد الأوروبي لكرة اليد (الإنجليزية)
- رينيه توفت هانسن على موقع الدوري الألماني لكرة اليد (الألمانية)
- رينيه توفت هانسن على موقع نادي كيل لكرة اليد (الألمانية)
- رينيه توفت هانسن على موقع أوليمبيديا (الإنجليزية)